# Crypte archéologique

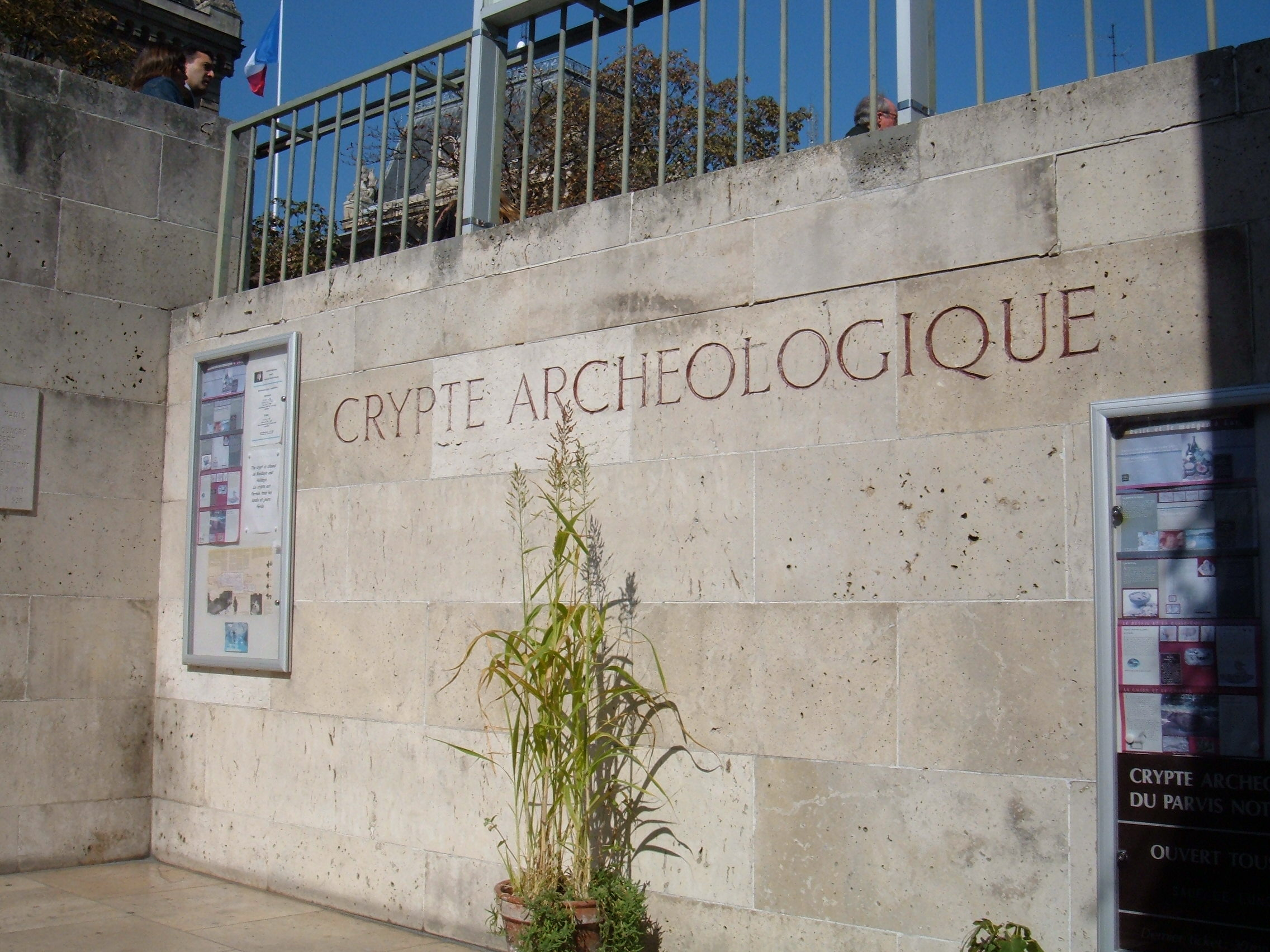
Crypte archéologique

De crypte archéologique (Nederlands: archeologische crypte) is een archeologische crypte in de Franse hoofdstad Parijs.
De crypte, onder het parvis (groot plein) van de Notre-Dame, loopt 120 meter onder de grond en werd geopend in 1980. Er liggen Gallo-Romeinse periode straten en huizen met een ondergronds verwarmingssysteem, delen van de verdedigingsmuur van Lutetia uit de 3e eeuw v.Chr. en overblijfselen van de vroegere kathedraal. Maquettes tonen de ontwikkeling van Parijs sinds de bouw van de eerste nederzetting der Parisii, de Kelten die hier 2000 jaar geleden woonden.

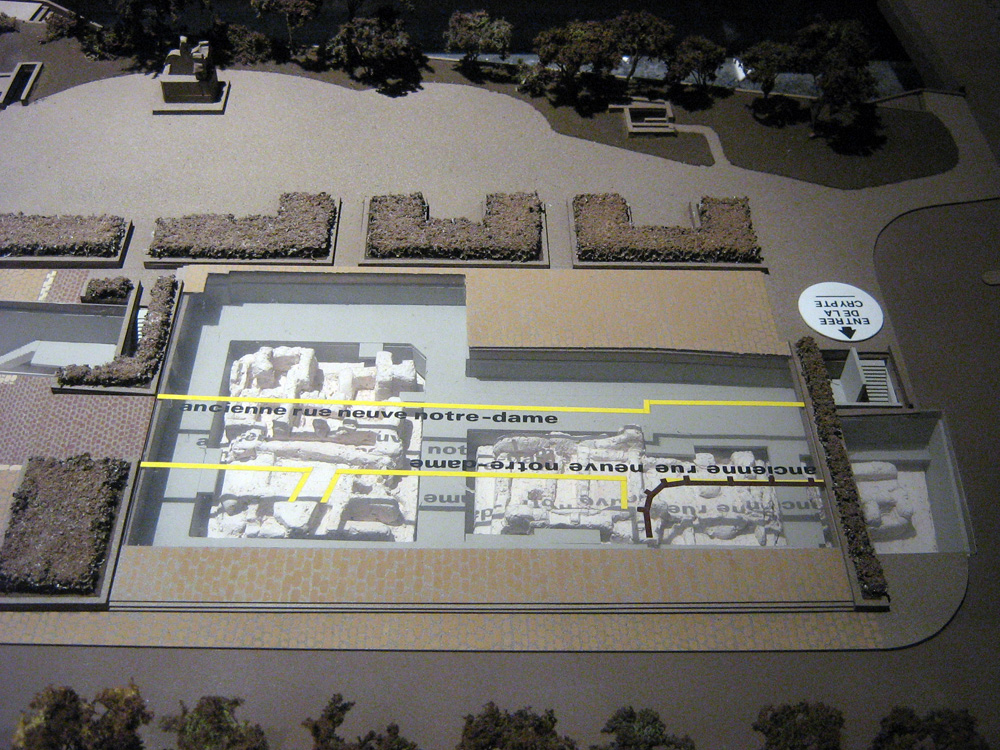
Maquête van de crypte archéologique (1)
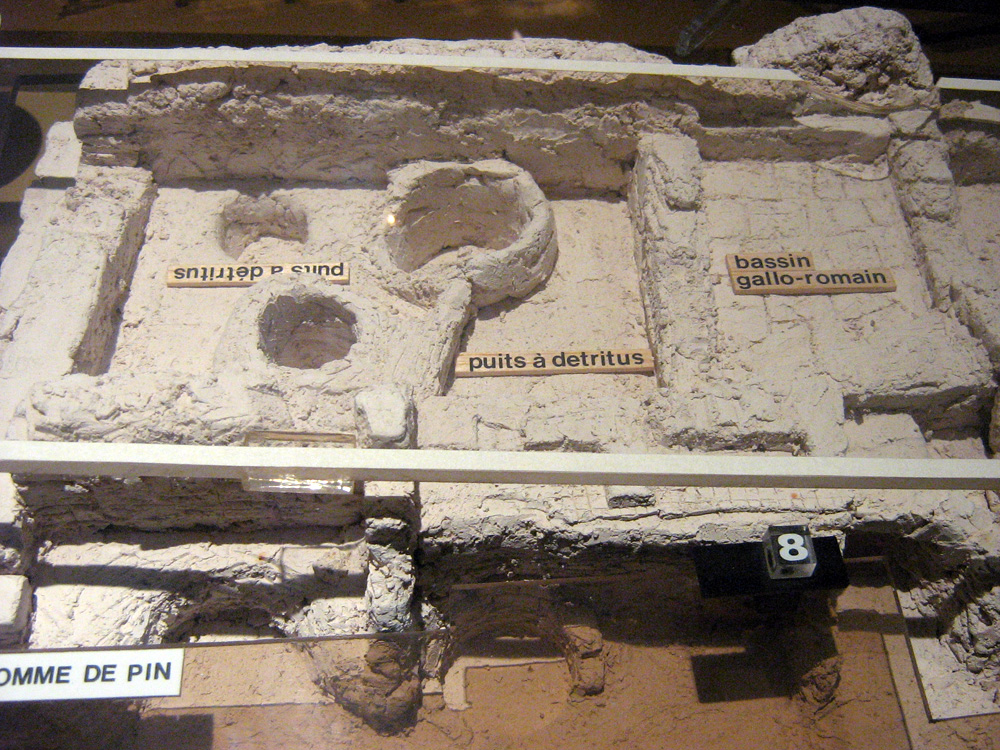
Maquête van de crypte archéologique (2)
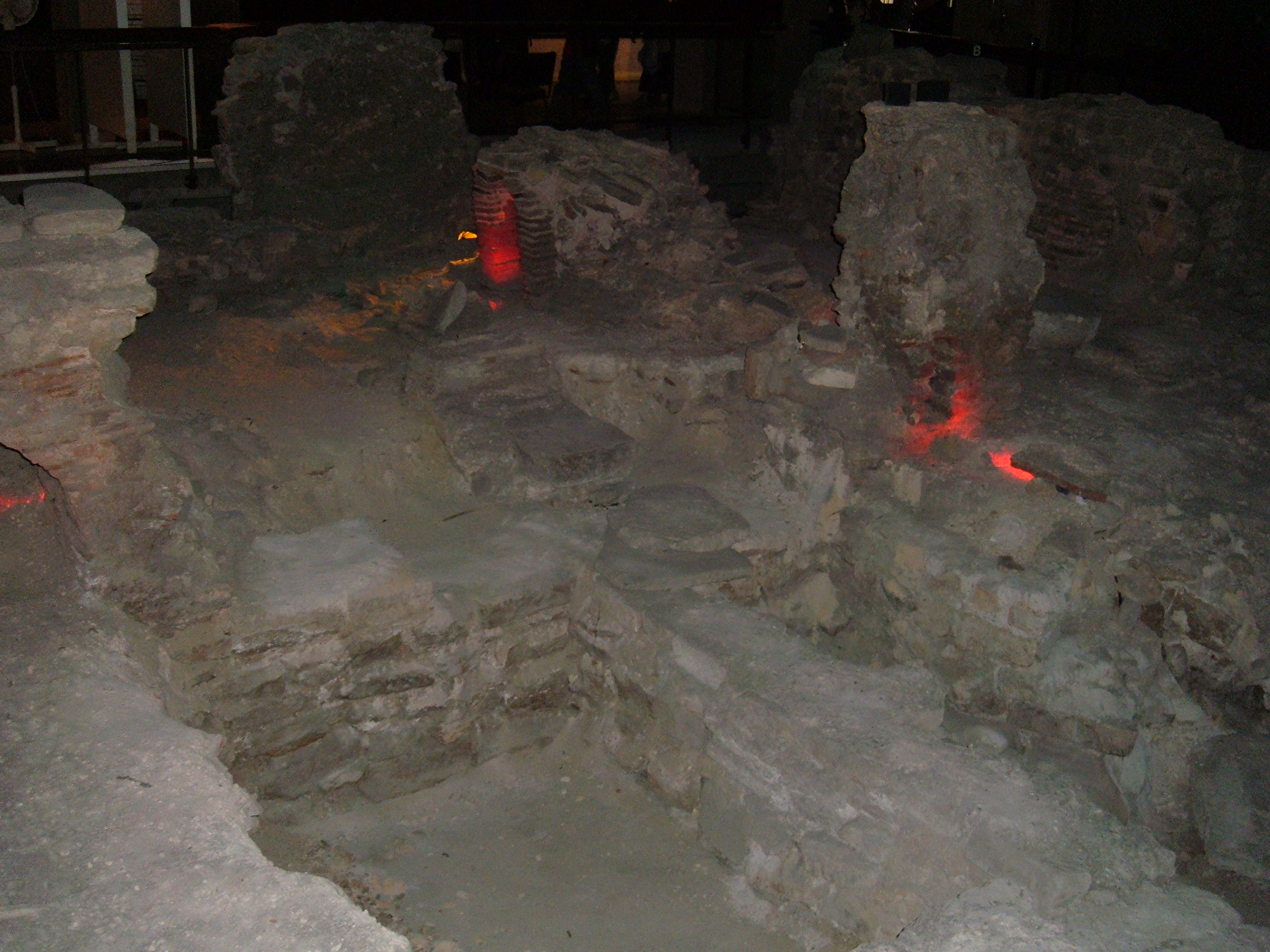
Sectie 3 van de crypte archéologique